# گرانبها (فیلم ۱۹۹۳)
گرانبها (به هندی: Anmol) فیلمی محصول سال ۱۹۹۳ و به کارگردانی کتان دسای است. در این فیلم بازیگرانی همچون ریشی کاپور، مانیشا کویرالا، سعید جعفری ، مایا آلاق ، جایا ماتور ، سوجاتا مهتا و پانت ایثار ایفای نقش کرده‌اند.